# 西湖駅 (咸鏡南道)
西湖駅（ソホえき）は朝鮮民主主義人民共和国咸鏡南道咸興市興南区域に位置する朝鮮民主主義人民共和国鉄道省平羅線および西湖線の駅である。

## 歴史
- 1922年12月1日：西湖津駅として開業[1]。
- 日時不明：西湖駅に改称。